# Данцевка
Да́нцевка — село в Богучарском районе Воронежской области. Входит в состав Луговского сельского поселения.

## География
Село находится на левом берегу реки Богучарка, на расстоянии 5 км к западу от села Луговое, центра сельского поселения, и 20 км к юго-западу от города Богучар, административного центра района.

### Часовой пояс
Село Данцевка, как и вся Воронежская область, находится в часовой зоне МСК (московское время). Смещение применяемого времени относительно UTC составляет +3:00.

## Население
| 1859 | 1897  | 2000 | 2005 | 2010 |
| ---- | ----- | ---- | ---- | ---- |
| 967  | ↗1561 | ↘627 | ↘593 | ↘554 |

## Улицы
| - ул. 1 Мая, - ул. Гагарина, - ул. Дружбы народов, | - ул. Мира, - ул. Новая, - ул. Центральная. |